# Small press
Small press is een alternatieve DIY-stroming in de stripwereld die ontstond in de jaren negentig met het wegvallen van de grote stripbladen. Ook buiten de stripwereld is small press, ook wel indie press genoemd, een begrip als tegenhanger van de grote uitgeversgroepen. 
De small-pressproducten in de stripwereld zijn meestal kleine boekjes die aspirant-striptekenaars, veelal op eigen kosten en in zeer kleine oplages, drukken (lees: eigenhandig kopiëren) en op de markt brengen. Behalve in de zelfgepubliceerde uitgaves wordt hun werk ook gedrukt in een aantal stripbladen dat speciaal voor deze groep semi-amateurs bedoeld is.
Door deze presentatie-vorm hadden de tekenaars veel vrijheid in hun handelen, omdat er geen beperkingen opgelegd konden worden door uitgevers, redacteuren of opdrachtgevers. De verscheidenheid aan stijlen is sterk uiteenlopend en vaak zeer individueel. In de meeste gevallen is de tekenaar tevens de tekstschrijver. Er is weinig sprake van een overkoepelend genre. Er is in mentaliteit van de tekenaars veel overlap zichtbaar met de DIY-undergroundstripcultuur uit de jaren 70, zoals Tante Leny, Peter Pontiac, Robert Crumb. Deze aanvankelijk kleine, maar ambitieuze uithoek van de Nederlandse strip kende veel aanstromend talent, die later hun plaats kreeg bij de gevestigde uitgeverijen.
Ter viering van het jaar 2000 bracht de Franse uitgeverij L'ássocation Comix 2000 uit, een tekstloze verzamelbundel van 2000 pagina's met werk van alternatieve tekenaars vanuit de hele wereld. Een groot aantal Nederlandse small pressers is in deze bundel opgenomen.

## Nederlandse small pressers die zelf boeken uitgeven
- Gummbah
- Maaike Hartjes
- Mark Hendriks
- Gerrie Hondius
- Marc van der Holst - Spekkie Big
- Erik Kriek - Gutsman
- Lamelos (Stripcollectief)
- Jeroen de Leijer - Eefje Wentelteefje
- Mark Retera - Dirkjan
- Marq van Broekhoven
- Marcel Ruijters
- Barbara Stok - Barbaraal
- Jean-Marc van Tol - Fokke en Sukke
- Berend J. Vonk

## Vlaamse small pressers die zelf boeken uitgeven
- Kim Duchateau

## Tijdschriften die smallpresswerk publiceren of publiceerden
- De Bedenkelijk Kijkende Grondeekhoorn
- Incognito
- Iris
- De Lijn
- Van Speijk
- Zone 5300